# Victor Löw
Pour les articles homonymes, voir Löw.
Victor Löw (Amsterdam, 25 août 1962) est un acteur néerlandais.

## Biographie
Il est marié avec l'actrice Mirjam de Rooij.

## Filmographie partielle
- 1992 : Les Habitants (De noorderlingen) d'Alex van Warmerdam
- 1992 : De drie besten dingen in het leven
- 1995 : Antonia et ses filles (Antonia) de Marleen Gorris
- 1997 : Karakter de Mike van Diem
- 1999 : No trains no planes
- 1999 : Do not disturb
- 2000 : Everybody Famous (Iedereen beroemd!) de Dominique Deruddere
- 2000 : Lek
- 2002 : De Enclave
- 2003 : Supertex
- 2004 : Stille Nacht
- 2006 : Et pour quelques billes de plus (Voor een paar knikkers meer) de Jelmar Hufen (court-métrage)
- 2016 : Prédateur (Prooi) de Dick Maas